# Врачово-Горки
Врачово-Горки — поселок в городском округе Луховицы Московской области.

## География
Находится в юго-восточной части Московской области на расстоянии приблизительно 12 км на восток-юго-восток по прямой от окружного центра города Луховицы.

## История
В период 2006—2017 годов входил в состав Фруктовского сельского поселения.

## Население
Постоянное население составляло 794 человека в 2002 году (русские 82 %), 782 в 2010.